# Mani
Mani (perzijsko: مانی ; sirsko: ܡܐܢܝ ;latinsko: Manes), perzijski (iranski) prerok, ustanovitelj gnostične religije manihejstva, * 14. april 216, † 27. februar 276. 
Zgodaj v mladosti se je seznanil s krščanskimi, zoroastrijanskimi in budističnimi besedili ter združil nekatere sestavine vseh teh religij v novo enotno odrešeniško religijo, katere glavno načelo je bil dualizem obstoja dveh svetovnozgodovinskih počel: dobrega in zla. Svet in človek sta po Manijevem prepričanju ustvarjena iz zlih demonskih sil, medtem ko je duša božanske narave. To Manijevo radikalizirano ločevanje med ničvrednim telesom in božansko dušo je kasneje vplivalo na religiozna gibanja in prakse, ki omalovažujejo pomen človeškega telesa in materialnega sveta. 

## Življenje
Poročil o njegovem življenju je malo. Največ se nanašajo na njegovo otroštvo in na njegovo mučeniško smrt. 
Po izročilu se je rodil 14. aprila 216 v Selevkiji-Ktesifonu v Babilonu. Rojen naj bi bil pohabljen, oziroma vsaj toliko, da je kasneje šepal. Njegov oče je bil privrženec judovsko-krščanske gnostične ločine elhazaitov in je sina vzgajal v tej skupnosti. Ko je odrasel je Mani prelomil z elhazaitsko ločino in začel sam z ustanavljanjem sinkretističnega religioznega gibanja, ki je bilo vsaj do nastopa islama svetovno razširjeno od Sredozemlja in Etiopije na zahodu ter preko Srednje Azije ob svileni cesti vse do severnih delov Kitajske na vzhodu, nakar je institucionalno zamrlo. Svoje poslanstvo je Mani predstavil v besedilu Shabuhragan, ki ga je namenil perzijskemu kralj Šapurju I.
Pred nekaj desetletji odkriti papirusni zvitek iz 5. stoletja Codex Manichaicus Coloniensis, ki ga hrani Univerza v Kölnu, nudi nekatere nove podatke iz Manijevega življenja, posebej otroštva, mladosti in začetkov opravljanja misijonarske dejavnosti. Za obdobje po njegovem šestindvajsetem letu starosti obstajajo le redki viri in zapisi o njegovem delovanju.
Na prvo potovanje, katerega motivi niso znani, se je leta 240 odpravil v severozahodno Indijo, oziroma današnji Pakistan. Že leto ali dve kasneje ga je povabil na dvor novi sasanidski kralj Šapur I. in Mani se je vrnil v Perzijo. Na kralja, ki se je odlikoval po verski strpnosti je naredil velik vtis in Maniju je bilo dovoljeno opravljati misijonarsko dejavnost po vsem kraljestvu. To obdobje strpnosti, ki ga je ohranjal kralj Šapur, je Mani izkoristil za misijonarsko dejavnost. Vse do kraljeve smrti leta 272 je užival ugoden družbeni položaj. Kralja Šapurja je nasledil njegov sin Hormizid I. ki pa je že leto kasneje umrl.
Prestol je nasledil drugi Šapurjev sin Bahram I. Mani je upal, da bo dobil zaščitno pismo in pooblastila za misijonarsko dejavnost tudi od njega, vendar je novi vladar deloval v korist staroperzijskih magov. Ti so mu očitali, da sprevrača temelje uradne religije, zoroastrijanstva. Po obsodbi so Manija vklenili in ga vrgli v ječo, kjer je več tednov ždel okovan v verigah. Po izročilu je bil dne 27. februarja 276 križan in razkosan. Njegovo glavo so razstavili na mestnih vratih, ostanke pa vrgli psom.

## Učenje in vplivi
Manijevo učenje je vključevalo elemente gnosticizma, novoplatonizem, krščanstva, mazdaizma, budizma in religioznih sestavin takratnega hinduizma.  
Mani svojega nauka ni širil z ezoteričnimi metodami med peščico izbrancev, ki bi nauk skrbno skrivali pred zunanjim svetom, kakor je to bilo v veliki meri značilno za gnosticizem. Po Jezusovem vzoru si je izbral dvanajstero učencev, apostolov in skupaj z njimi opravljal misijonarsko dejavnost po Perzijskem cesarstvu. Medtem ko je Jezusu odmeril vlogo preroka, je Mani sam sebe razglašal za Tolažnika (Parakleta) iz besedila Evangelij po Janezu 14:16 na podoben način, kakor so kasneje številni islamski učenjaki prepoznali Mohameda v omenjenem delu evangelija. Tudi način smrti s križanjem je potegnil mnogo vzporednic s krščanskim spominjanjem Kristusovega trpljenja. 
Mani je priznaval veljavo prejšnjim religijam, a jih je imel za nepopolne . Poleg Jezusa, ki ohranja opazno mesto v manihejski teologiji, kar je kasneje napeljevalo mnoge krščanske teologe, da so manihejstvo smatrali za herezijo, je v Manijevem nauku možno prepoznati številne druge vplive, od katerih zavzema osrednje mesto staroperzijski dualistični mit boja med Lučjo in Temo, Dobrim in Zlim, Bogom in Snovjo. Človek kot materialno bitje je podrejeno silam zla, med katerimi so najmočnejše telesne strasti. Ker je le duša del božanskega, lahko po Manijevem prepričanju vsak le z vztrajno telesno askezo in zatiranjem strasti očisti dušo z božansko Lučjo in se osvobodi od zle telesnosti oziroma materialnega sveta. Slednje je tudi privedlo do ločevanja manihejskih skupnosti na izbrane, ki so se popolnoma predali askezi in se odpovedali spolnosti, ter na laike, ki so se poskušali vsaj občasno približati temu manihejskemu idealu.
Enkrat letno so manihejci praznovali praznik bema v spomin na Manijevo trpljenje.